# Château ducal de Duesme
Le château ducal de Duesme est une place forte médiévale de la Bourgogne septentrionale dont les vestiges font l’objet de restauration par une association locale.

## Localisation
Le château est situé à l'écart de Duesme sur un éperon barré d'où il domine le village à l'ouest et la vallée de la Seine au nord, accessible par un chemin depuis la RD 101D

## Historique

### Préhistoire et Antiquité
Un fossé datant du néolithique barre l'éperon, attestant d'un peuplement ancien. Il a été identifié sur les lieux de l'ancien château où on relève aussi le réemploi de matériaux gallo-rommains dans les vestiges de celui-ci.

### Époque médiévale
Un prieuré semble établi dès le VIIIe siècle à l'entrée d'un lieu escarpé dominant le village actuel. Une forteresse est construite sur le même éperon au XIIe siècle à l'initiative des seigneurs de Duesme. Ce château passe ensuite aux ducs de Bourgogne qui le fortifient en 1355 pour pouvoir résister aux grandes compagnies qui parviennent néanmoins à s'en emparer en 1363.

### Époque moderne
Pendant les guerres de religion, les ligueurs se rendent maîtres de la forteresse qui est reprise en 1595 après un siège destructeur. Henri IV la fait alors démanteler. La destruction des restes intervient en 1776 et les vestiges actuels appartiennent à un propriétaire privé.

## Architecture

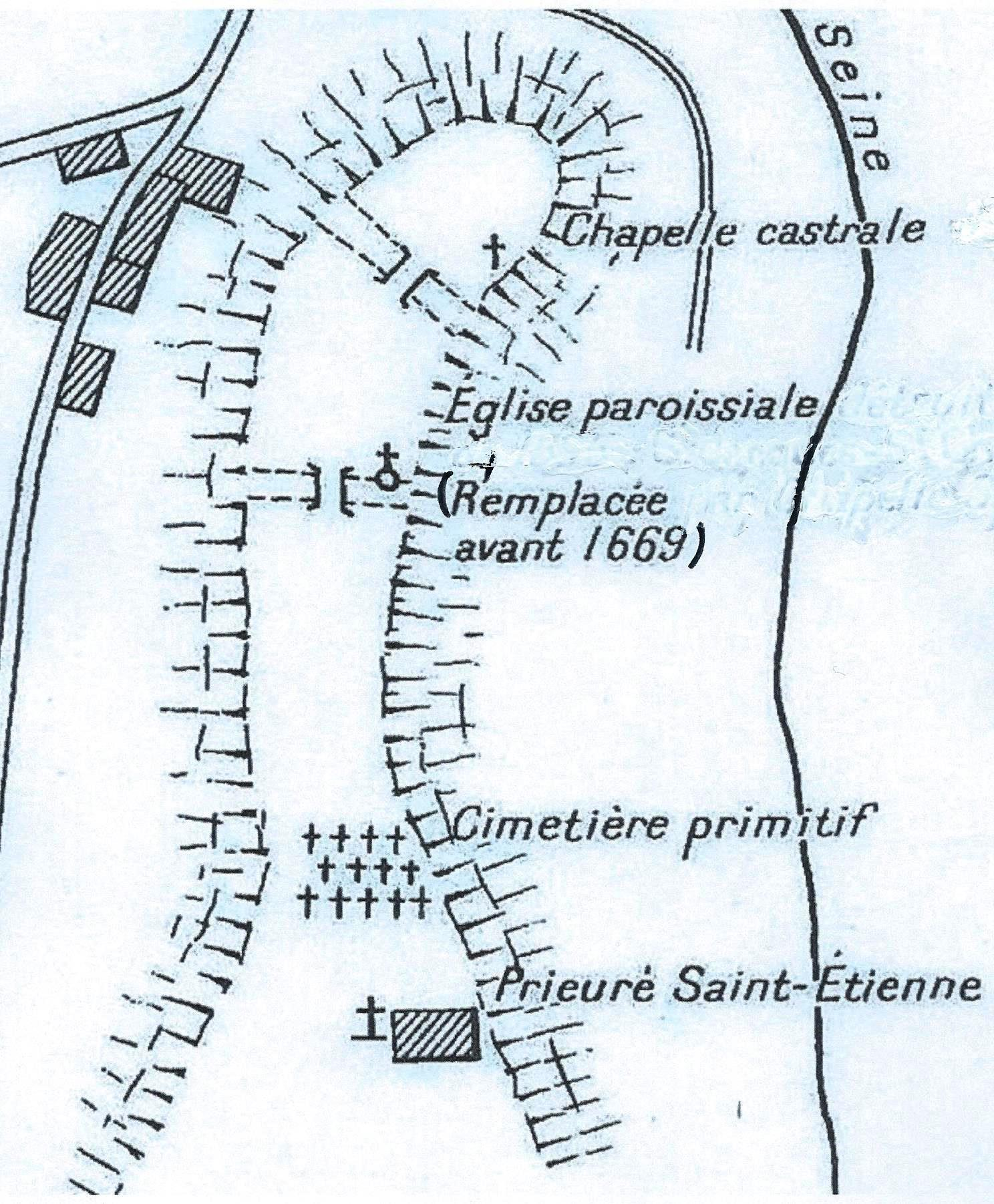
Le promontoire de Duesme.

La forteresse est édifiée sur un éperon orienté nord-sud choisi pour les facilités défensives offertes par le site. Celui-ci est délimité par les lits de la Seine à l'est, du ruisseau de la Fons à l'ouest et relié au plateau de Baigneux au sud par une étroite langue rocheuse coupée de deux failles. Le système de défense est simplifié par cette disposition. 
À l'entrée du promontoire un petit prieuré, le prieuré Saint-Étienne dont l'origine, antérieure à la forteresse, pourrait remonter au VIIIe siècle. Les deux failles franchies chacune par un pont-levis constituent le premier dispositif défensif complété à l’intérieur de la seconde par un haut mur crénelé dépourvu de tours de défense. Entre les deux ponts se trouvent l'ancien village et son église, les granges et les étables ; à l’intérieur du dernier enclos le donjon, la chapelle castrale dédiée à saint Georges, le puits et diverses dépendances.

## Restauration
Au XIXe siècle les ruines sont aménagées en jardin à l'anglaise. Des vestiges de bâtiments font actuellement l'objet de restauration et des ponts ont été rétablis au-dessus des ravines. Le château est  Inscrit MH (2006).

## Annexe